# Piragüisme als Jocs Olímpics d'estiu de 2024 - C-1 1000m Masculí
La prova de C-1 1000m masculina de Piragüisme en aigües tranquil·les als Jocs Olímpics de París 2024 serà la 21a edició de l'esdeveniment en unes Olimpíades. La prova es disputarà entre el 7 i el 10 d'agost del 2024 a l'Estadi nàutic olímpic de l'Illa de França, situat al municipi francès de Vaires-sur-Marne.
El brasiler Isaquias Queiroz és el vigent campió de la disciplina olímpica després de guanyar la medalla d'or als Jocs Olímpics de Tòquio 2020. La medalla de plata fou pel xinès Liu Hao i la medalla de bronze la va aconseguir el moldau Serghei Tarnovschi.
L'equip d'Alemanya és la selecció més guardonada, amb 4 medalles d'or, 1 medalla de plata i 1 medalla de bronze, en les 20 edicions que l'esdeveniment ha estat present als Jocs Olímpics. L'alemany Sebastian Brendel i el txecoslovac Josef Holecek, amb 2 medalles d'or cadascú, són els piragüistes més guardonats en tota la història de la competició.

## Format
El sistema de competició consisteix en un format de 4 rondes (preliminars, quarts de final, semifinals i final), on els piragüistes competiran entre ells per anar avançant en les diferents curses. Les classificacions de cada ronda depenen en les embarcacions de cada cursa i de la posició final. La distància que hauran de recórrer són 1.000 metres en una canoa individual i els 3 primers piragüistes que quedin en les primeres posicions a la final, guanyaran les medalles.

## Classificació
17 piragüistes s'han classificat per la prova olímpica. França, com a país amfitrió, ja estava classificada. Les 7 primeres places es van atorgar en el Campionat del Món de Piragüisme en aigües tranquil·les que es va disputar a Duisburg entre el 23 i el 27 d'agost del 2023. La resta de places s'han guanyat en les competicions continentals repartides de la següent manera: 2 places cadascuna per Europa, Panamèrica i Àsia i 1 plaça per Àfrica i Oceania. Les places s'han assignat als països i després han estat les federacions nacionals qui han corroborat, o no, l'atleta classificat. Finalment hi ha hagut una invitació a l'Equip Olímpic de Refugiats.
| Esdeveniment             | Data                  | Places | País            | Atleta classificat |
| ------------------------ | --------------------- | ------ | --------------- | ------------------ |
| País amfitrió            | -                     | 1      | França          |                    |
| Campionat del Món        | 23 - 27 agost 2023    | 7      | Txèquia         |                    |
| Campionat del Món        | 23 - 27 agost 2023    | 7      | Romania         |                    |
| Campionat del Món        | 23 - 27 agost 2023    | 7      | Alemanya        |                    |
| Campionat del Món        | 23 - 27 agost 2023    | 7      | Polònia         |                    |
| Campionat del Món        | 23 - 27 agost 2023    | 7      | Hongria         |                    |
| Campionat del Món        | 23 - 27 agost 2023    | 7      | Brasil          |                    |
| Campionat del Món        | 23 - 27 agost 2023    | 7      | Moldàvia        |                    |
| Classificació Àfrica     | 23 - 26 novembre 2023 | 1      | Tunísia         |                    |
| Classificació Oceania    | 14 - 18 febrer 2024   | 1      | Austràlia       |                    |
| Classificació Àsia       | 18 - 21 abril 2024    | 2      | Iran            |                    |
| Classificació Àsia       | 18 - 21 abril 2024    | 2      | Taipei          |                    |
| Classificació Panamèrica | 23 - 25 abril 2024    | 2      | Cuba            |                    |
| Classificació Panamèrica | 23 - 25 abril 2024    | 2      | Canadà          |                    |
| Classificació Europa     | 8 - 9 maig 2024       | 2      | Itàlia          |                    |
| Classificació Europa     | 8 - 9 maig 2024       | 2      | Espanya         |                    |
| Invitació                | -                     | 1      | Equip Refugiats |                    |

## Medaller històric
| Posició | País                | Or | Argent | Bronze | Total |
| ------- | ------------------- | -- | ------ | ------ | ----- |
| 1       | Alemanya            | 4  | 1      | 1      | 6     |
| 2       | Hongria             | 3  | 3      | 4      | 10    |
| 3       | Romania             | 2  | 1      | 1      | 4     |
| 4       | Txecoslovàquia      | 2  | 1      | 0      | 3     |
| 5       | Bulgària            | 2  | 0      | 1      | 3     |
| 6       | URSS                | 1  | 3      | 3      | 7     |
| 7       | Canadà              | 1  | 2      | 3      | 6     |
| 8       | Espanya             | 1  | 2      | 0      | 3     |
| 9       | Alemanya Occidental | 1  | 1      | 1      | 3     |
| 10      | Brasil              | 1  | 1      | 0      | 2     |
| 11      | Txèquia             | 1  | 0      | 0      | 1     |
| 11      | Iugoslàvia          | 1  | 0      | 0      | 1     |
| 13      | Letònia             | 0  | 2      | 0      | 2     |
| 13      | Alemanya de l'Est   | 0  | 2      | 0      | 2     |
| 15      | Cuba                | 0  | 1      | 0      | 1     |
| 15      | Xina                | 0  | 1      | 0      | 1     |
| 17      | Moldàvia            | 0  | 0      | 1      | 1     |
| 17      | Rússia              | 0  | 0      | 1      | 1     |
| 17      | Dinamarca           | 0  | 0      | 1      | 1     |
| 17      | Finlàndia           | 0  | 0      | 1      | 1     |
| 17      | França              | 0  | 0      | 1      | 1     |